# Miss M
『Miss M』（ミス・エム）は、竹内まりや通算4作目のオリジナル・アルバム。1980年12月5日にRCA（現・ソニー・ミュージックレーベルズ）より発売された。

## 概要
アナログA面は、″エアプレイ″名義でアルバムをリリースしたばかりのデイヴィッド・フォスターとジェイ・グレイドンが全面参加のもと、アメリカ・ロサンゼルス録音による″LAサイド″、B面は日本でのバンド形式でのレコーディングによる″Tokyoサイド″となっている。
″LAサイド″にはジェフ・ポーカロ、スティーブ・ルカサー、デヴィッド・ハンゲイトら ″TOTO″ のメンバーたちが加わり、エアプレイのアルバムと同じ顔触れが揃った。このあたりの人脈がバックアップするアーティストの作品は80年代半ばから90年代にかけて頻繁に見られるようになっていくが、本作はそうした動きの先駆けとなった。一方、B面は国内録音による″Tokyoサイド″で、「二人のバカンス」の作曲を除いて竹内が手掛け、バンド形式でのレコーディングとなった。
セールス的にはメガヒットとなった前作『LOVE SONGS』に及ばなかったが、竹内にとって本作は自作曲の割合が増えはじめた意欲作となった。

## アートワーク
アルバム・ジャケットに映し出された″M″の刺しゅう入りセーターは作家の橋本治が編んだもの。図案の段階からすべてを手掛けるニットは、趣味の領域を超えた作品として知られていた。当時のマネージャーがたまたま知り合いだった縁もあり、アルバム・ジャケットのためにオリジナル作品を編んでもらえないかとオファーしたところ快諾してもらえたという。

## 収録曲

### SIDE A (L.A. Side)
1. Sweetest Music
  - Words by David Lasley / Music by Peter Allen
  - Strings & Horn arrangement  –  Greg Mathieson
  - Rhythm arrangement  –   Jay Graydon, David Foster
  - Chorus Arrangement  –  Bill Champlin
2. Every Night
  - Words by Alan O'day / Music by 山下達郎
  - Strings & Horn arrangement  –  Greg Mathieson
  - Rhythm arrangement  –  Jay Graydon, David Foster
  - Chorus Arrangement  –  Alan O'day
3. Morning Glory
  - Words & Music by 山下達郎
  - Strings & Horn arrangement  –  Greg Mathieson
  - Rhythm arrangement  –  Jay Graydon, David Foster
  - Chorus Arrangement  –  安部恭弘
4. Secret Love
  - Words by Marc Jordan / Music by D. Foster & J. Graydon
  - Strings & Horn arrangement  –  Greg Mathieson
  - Chorus Arrangement  –  Jay Graydon, David Foster
5. Heart to Heart
  - Words by 竹内まりや / Music by Roger Nichols
  - Strings & Horn arrangement  –  Greg Mathieson
  - Rhythm arrangement  –  Jay Graydon, David Foster
  - Chorus Arrangement  –  宮田茂樹

### SIDE B (Tokyo Side)
1. 二人のバカンス
  - Words by 竹内まりや / Music by 林哲司
  - Arrangement  –  林哲司
2. 遠く離れて (When you're so far away)
  - Words & Music by 竹内まりや
  - Arrangement  –  戸塚修
3. 雨のドライブ
  - Words & Music by 竹内まりや
  - Arrangement  –  清水信之
4. Farewell Call
  - Words & Music by 竹内まりや
  - Arrangement  –  清水信之

## 楽曲解説
1. Sweetest Music
英語詞の曲ながら、シングルとしてもアルバムと同時発売された。竹内が2014年のツアーで久しぶりに歌ったところ、日本武道館でのライブを観に来たSuperflyの越智志帆がこの曲を気に入り、2015年のアルバム『WHITE』のボーナス・ディスク（初回限定盤）でカバー[3]。竹内もボーカルでゲスト参加した。2010年代後半に「プラスティック・ラヴ」が海外でシティ・ポップの代表曲として大ヒットした際、この曲のシングルのジャケットが「プラスティック・ラヴ」のジャケットとして用いられ拡散された。
2. Every Night
山下とアラン・オデイとの共作曲。70年代後半ロサンゼルスで出会い意気投合したのを機に共同作業がはじまり、当時から英語詞の楽曲を自作してみたいと望んでいた山下のもとにオデイが何編かの歌詞を送ってくれたという。その中にこの曲の詞も含まれていた。そこに山下がメロディを付け、いつかレコーディングしようと考えていたところ、ちょうど竹内が新作アルバムをロサンゼルスで録音することになったため、この曲の提供が決まったという[2]。
3. Morning Glory
シングル「Sweetest Music」のカップリング曲。後に山下がアルバム『FOR YOU』で自身による編曲で歌っている。ベーシック・トラックをロサンゼルスで録音。帰国後、東京で安部恭弘によるアレンジでコーラス入れが行われた。一部、山下のセルフカバーとメロディが微妙に違う個所があるが、これは山下の了解を得て、竹内が自らの希望で変えたという[2]。2008年リリースのオールタイム・ベスト『Expressions』に収録された。
4. Secret Love
5. Heart to Heart
カーペンターズのアルバム『ヴォイス・オブ・ザ・ハート』収録の「Now」の異名同曲。『山下達郎のサンデーソングブック』（2022年12月18日放送）でのリスナーからの質問に対し「『Heart to Heart』はロジャー・ニコルズの書き下ろしで、カーペンターズのアルバム『ヴォイス・オブ・ザ・ハート』に収録されている『Now』はカバーである」と回答。カーペンターズがカバーした事になる。また、カーペンターズの曲は竹内による歌詞の英訳ではなく、新たな英語詞が付けられているとも答えている。
6. 二人のバカンス
本作に先駆け半年近く前にシングルで発売された。デビュー以来、竹内に多くの曲を提供してきた林のメロディに、竹内が歌詞を書いた。ようやく実現した林との念願の共作だったという[2]。
7. 遠く離れて (When you're so far away)
シングル「二人のバカンス」のカップリング曲。竹内自身が作詞作曲を手掛けており、全編英語詞で歌われている。
8. 雨のドライブ
竹内自身が作詞作曲を手掛けている。
9. Farewell Call
竹内自身が作詞作曲を手掛けている。

## クレジット
| - Rhythm Section : - Jay Graydon (Acoustic & Electric Guitar) - David Foster (All Keyboards) - Jeff Porcaro (Drums) - David Hungate (Bass) - Steve Lukather (Acoustic & Electric Guitar) - Rhythm Arrangement by J. Graydon & D. Foster - Strings & Horn Arrangement by Greg Mathieson | Tokyo Side 二人のバカンス 林哲司 : Arrangement 鈴木茂 : Guitar 岡沢章 : Bass 清水信之 : All Keyboards 島村英二 : Drums 中西康晴 : Piano Buzz : Background Vocal 遠く離れて (When you're so far away) 戸塚修 : Arrangement 鈴木茂 : Guitar 岡沢章 : Bass 清水信之 : All Keyboards 島村英二 : Drums 中西康晴 : Piano epo : Background Vocal 雨のドライブ 清水信之 : Arrangement & Piano 市原康 : Drums 高水健司 : Bass Farewell Call 清水信之 : Arrangement & All Keyborads 青山徹 : Guitar 野口明彦 : Drums 中西康晴 : Piano 渡辺もりお : Bass 山下達郎 : Background Vocal epo : Background Vocal |

### スタッフ
- Produced by 宮田茂樹、村上優 (Seidai Music Publisher)
- Production Coordinated by Carmen Mosier
- Recording Engineers 益本憲之、Joseph Bogan
- Assistant Engineers 市村隆史、Bob Bullock
- Art Direction (Designed & Knitted by) 橋本治
- Cover Photo by Alan Levenson from Norman Seeff Studio
- Special Thanks to Jay Graydon & David Foster、鈴木武夫、坂野雄平、林宇一郎、Carmen Mosier & Keiko Mosier

- Thank you so much for listening to my 4th album. I hope you like it a lot! Mariya Takeuchi

## 40周年記念リマスター盤

### 概要
1978年11月25日から数えて、2018年11月25日でデビュー40周年を迎えたことを記念してリリースされた、4thアルバムの40周年記念リマスター盤。オリジナル収録曲のリマスタリング音源に加え、ボーナス・トラックとして同アルバムの収録曲の中から、シングル「二人のバカンス」「Sweetest Music」、さらに「Secret Love」「Farewell Call」の1981年8月25日、中野サンプラザで行われた「MARIYA POPPING TOUR」音源を収録。
ブックレットには既に発売されている1st、2nd,、3rdと同じく、能地祐子によるライナーノーツを掲載。ライナーノーツは、竹内への最新インタビューを基に構成され、デビューから順を追って、各アルバム、各収録曲への想いを感じる事が出来る内容となっている。

### 収録曲
| #         | タイトル                                           | 作詞  | 作曲・編曲 | 時間 |
| --------- | -------------------------------------------------- | ----- | ---------- | ---- |
| 1.        | 「Sweetest Music」                                 |       |            | 3:14 |
| 2.        | 「Every Night」                                    |       |            | 3:32 |
| 3.        | 「Morning Glory」                                  |       |            | 3:24 |
| 4.        | 「Secret Love」                                    |       |            | 3:47 |
| 5.        | 「Heart to Heart」                                 |       |            | 4:06 |
| 6.        | 「二人のバカンス」                                 |       |            | 4:16 |
| 7.        | 「遠く離れて (When you're so far away)」           |       |            | 4:30 |
| 8.        | 「雨のドライブ」                                   |       |            | 4:20 |
| 9.        | 「Farewell Call」                                  |       |            | 6:00 |
| 10.       | 「二人のバカンス」(LIVE Ver.) (ボーナス・トラック) |       |            | 4:25 |
| 11.       | 「Secret Love」(LIVE Ver.) (ボーナス・トラック)    |       |            | 3:41 |
| 12.       | 「Sweetest Music」(LIVE Ver.) (ボーナス・トラック) |       |            | 3:12 |
| 13.       | 「Farewell Call」(LIVE Ver.) (ボーナス・トラック)  |       |            | 6:48 |
| 合計時間: | 合計時間:                                          | 55:15 |            |      |

### クレジット
- Bonus Tracks Mix Engineer - Tatsuya Nakamura (PLANET KINGDOM)
- Mastering Engineer - Isao Kikuchi (Warner Music Mastering)

## リリース履歴
| # | 発売日        | レーベル                              | 規格 | 品番       | 備考                     |
| - | ------------- | ------------------------------------- | ---- | ---------- | ------------------------ |
| 1 | 1980年12月5日 | RCA ⁄ RVC                             | LP   | RHL-8503   |                          |
| 2 | 1980年12月5日 | RCA ⁄ RVC                             | CT   | RHT-8503   | アナログLPと同内容       |
| 3 | 1984年        | RCA ⁄ RVC                             | CD   | RHCD-11    | 初CD化                   |
| 4 | 1986年8月15日 | RCA ⁄ RVC                             | CD   | R32H-1032  |                          |
| 5 | 1990年9月21日 | RCA ⁄ BMGビクター                     | CD   | BVCR-2514  |                          |
| 6 | 1997年6月4日  | RCA ⁄ BMGビクター                     | CD   | BVCR-1044  |                          |
| 7 | 1999年5月21日 | RCA ⁄ BMGビクター                     | CD   | BVCK-37015 |                          |
| 8 | 2019年2月27日 | Ariola Japan ⁄ Sony Music Labels Inc. | CD   | BVCL-943   | 40周年記念リマスター盤。 |